# Ploské (okres Košice-okolie)
Ploské (Hongaars:Lapispatak) is een Slowaakse gemeente in de regio Košice, en maakt deel uit van het district Košice-okolie.
Ploské telt 834 inwoners.